# Dave Fennoy
Dave Fennoy (Silver Spring, 20 gennaio 1952) è un doppiatore e attore statunitense.

## Biografia
Nato nel Maryland, è cresciuto in Ohio. A inizio carriera ha lavorato come musicista professionista e poi come DJ nella baia di San Francisco. 
Nel 1990 ha incominciato a lavorare nel mondo del doppiaggio con la serie TV animata New Kids on the Block. 
I suoi ruoli nei videogiochi includono Lee Everett in The Walking Dead, Bluebeard in The Wolf Among Us, Finch in Tales from the Borderlands, Gabriel the Warrior in Minecraft: Story Mode e Lucius Fox in Batman: Arkham Knight e Batman: The Telltale Series.
I suoi lavori in ambito cinematografico includono Ben 10: Destroy All Aliens (2012) e Suicide Squad - Un inferno da scontare (2018).
In qualità di attore ha preso parte a un episodio de La signora in giallo nel 1993, ad un episodio di Joan of Arcadia e a uno di Medical Investigation nel 2004, al film Diary of a Tired Black Man (2008), e ad altre produzioni televisive negli anni 2010 come Aiutami Hope! e Mom.

## Filmografia parziale

### Televisione
- La signora in giallo (Murder, She Wrote) - serie TV, episodio 9x16 (1993)
- Joan of Arcadia - serie TV, episodio 1x18 (2004)
- Medical Investigation - serie TV, episodio 1x07 (2004)

### Doppiaggio

#### Televisione
- ProStars - serie animata, 13 episodi (1991)
- Kim Possible - serie animata, episodio 2x30 (2004)
- Ben 10 - serie animata, 2 episodi (2010)
- Ben 10: Alien Force - serie animata, episodio 3x16 (2010)
- Star Wars: The Clone Wars - serie animata, 4 episodi (2011) - voce di Pong Krell
- Archer - serie animata, 3 episodi (2012) - voce del Com. Kellog
- Ben 10: Omniverse - serie animata, episodio 2x09 (2013)
- Guardiani della galassia (Guardians of the Galaxy) - serie animata, 5 episodi (2015-2016)
- Mom - serie TV, episodio 3x13 (2016) - voce narrante
- Star Wars Rebels - serie animata, episodio 4x02 (2017) - voci aggiunte
- Young Sheldon - serie TV, episodio 3x20 (2017) - voce di Thoth
- Suicide Squad - Un inferno da scontare (Suicide Squad: Hell to Pay), regia di Sam Liu (2018) - film, voce di Blockbuster e Black Manta
- RWBY - serie TV, 8 episodi (2019-2020) - voce del Dott. Pietro Polandina
- Cars on the Road - serie TV, 3 episodi (2022) - voci varie
- Star Wars: Young Jedi Adventures - serie TV, episodio 1x12 (2023) - voce di Ishbul Ekwesh

#### Videogiochi
- Star Wars: Episode I Racer - videogioco, voce di Toy Dampner (1999)
- Star Wars: X-Wing Alliance - videogioco, voce di Lando Calrissian (1999)
- World of Warcraft - videogioco, voce di Vol'Jin e Gara'Jal (2004)
- Ultimate Spider-Man - videogioco, voce di Nick Fury (2005)
- Saints Row - videogioco, varie voci (2006)
- Spider-Man: Battle for New York - videogioco, voce di Nick Fury (2006)
- Lara Croft Tomb Raider: Anniversary - videogioco, voce di Kin 'Kold' Kade (2007)
- Rise of the Argonauts - videogioco, voce di Daedalus (2008)
- Saints Row 2 - videogioco, voce del Generale (2008)
- Bayonetta - videogioco, voci varie (2009)
- Ratchet & Clank: A spasso nel tempo (Ratchet & Clank Future: A Crack in Time) - videogioco, voce di Maximilian Zane (2009)
- Mafia II - videogioco, voce di DJ (2010)
- Mass Effect 2 - videogioco, voce di Tarak, Ronald Taylor, Okeer (2010)
- Star Trek Online - videogioco, voce di Kagran (2010)
- StarCraft II: Wings of Liberty - videogioco, voce di Gabriel Tosh (2010)
- Fallout: New Vegas - videogioco, voce di Jad Masterson (2010)
- Transformers: Dark of the Moon - videogioco, voce di Warpath (2011)
- Assassin's Creed III: Liberation - videogioco, voce di Houngan (2012)
- Guild Wars 2 - videogioco, voci varie (2012)
- The Darkness II - videogioco, voce di JP Dumond (2012)
- The Walking Dead: The Game - Season I - videogioco, voce di Lee Everett (2012)
- Marvel Heroes - videogioco, voce di Blade (2013)
- GTA V - videogioco, voci varie (2013)
- Infinity Blade III - videogioco, voce di Therin (2013)
- Skylanders: Swap Force - videogioco, voce di Slobber Tooth (2013)
- Batman: Arkham Origins - videogioco, voce degli Esecutori (2013)
- The Walking Dead: The Game - Season II - videogioco, voce di Lee Everett (2013)
- Hearthstone - videogioco, voce di Vol'jin (2014)
- Infamous: Second Son - videogioco, voce di Concrete Knight (2014)
- Skylanders: Trap Team - videogioco, voce di Thunderbolt e Slobbertooth (2014)
- Evolve - videogioco, voci aggiunte (2015)
- Batman: Arkham Knight - videogioco, voce di Lucius Fox (2015)
- Batman: Dark Flight - videogioco, voce di Lucius Fox (2015)
- Skylanders: Super Chargers - videogioco, voce di Thunderbolt e Slobbertooth (2015)
- LEGO Dimensions - videogioco, voce di B.A. Baracus, M.A. Maracus, Ag. Hawkins (2015)
- Fallout 4 - videogioco, voce di Max Loken e Malcolm Latimer (2015)
- Batman: The Telltale Series - videogioco, voce di Lucius Fox (2016)
- Masquerada: Songs and Shadow - videogioco, voce di Faveo Fedelta (2016)
- Mafia III - videogioco, voce di Charles Leveau (2016)
- Horizon Zero Dawn - videogioco, voci aggiunte (2017)
- Fortnite - videogioco, voce del Direttore (2017)
- Batman: The Enemy Within - videogioco, voce di Lucius Fox (2017)
- Destiny 2 - videogioco, voce di Rohan (2017)
- Darksiders III - videogioco, voce di Abraxis, Usiel e Human (2018)
- The Walking Dead: The Game - The Final Season - videogioco, voce di Lee Everett (2018)
- Spider-Man - videogioco, voci aggiunte (2018)
- Fallout 76 - videogioco, voce di Parker e Derek Castle (2018)
- Afterparty - videogioco, voce di Satana (2019)
- Gears 5 - videogioco, voce di Jeremiah Keegan (2019)
- Rage 2 - videogioco, voce di Abadon Bomber e Rick Trans (2019)
- Remnant: From the Ashes - videogioco, voce di Reggie Malone (2019)
- Spider-Man: Miles Morales - videogioco, voci aggiunte (2020)
- Wasteland 3 - videogioco, voce di Blue e Archie (2020)
- Elex II - videogioco, voce di Sestak, Ekrom e Vakis (2022)
- Destiny 2: Lightfall - videogioco, voce di Rohan (2022)
- Remnant II - videogioco, voce di Reggie Malone (2023)
- Spider-Man 2 - videogioco, voci aggiunte (2023)
- Batman: Arhkam Shadows - videogioco, voce di Lucius Fox e Kurt (2024)

## Doppiatori italiani
Da doppiatore è stato sostituito da:
- Renzo Ferrini in Remnant: From the Ashes, Gears 5, Remnant II
- Leonardo Gajo in World of Warcraft (come Gara'Jal), Transformers 3
- Stefano Thermes in World of Warcraft (come Vol'Jin), Hearthstone
- Alex Poli in Mass Effect 2, StarCraft II: Wings of Liberty
- Marco Balzarotti in Ultimate Spider-Man
- Marco Balbi in Lara Croft Tomb Raider: Anniversary
- Roberto Draghetti in Star Wars: The Clone Wars
- Oliviero Corbetta in The Darkness II
- Fabrizio Pucci in Archer
- Dario Oppido in Skylanders: Swap Force
- Maurizio Trombini in Batman: Arkham Knight
- Carlo Decio in Fallout 4 (Max Loken)
- Silvio Pandolfi in Fallout 4 (Malcolm Latimer)
- Walter Rivetti in Mafia III
- Fabrizio Odetto in Darksiders III (Abraxis)
- Massimiliano Lotti in Darksiders III (Usiel)
- Giovanni Caravaglio in Star Wars: Young Jedi Adventures